# Emoia
Emoia ist eine Gattung der Skinke (Scincidae) aus der Unterfamilie Eugongylinae. Sie sind im Nordwest- bis Südpazifik verbreitet.

## Merkmale
Die Skinke der Gattung Emoia kennzeichnen sich durch das Vorhandensein von Supranasalia, ein zusammengewachsenes Stirn- und Scheitelbein (Frontoparietale), eine transparente Schuppe im beweglichen unteren Augenlid und gut entwickelte Gliedmaßen, die in jeweils fünf Zehen enden (pentadactyl). Die Kopf-Rumpf-Länge liegt zwischen 3 und 12,2 cm.
Darüber hinaus wird die Gattung nach morphologischen Kriterien in acht Gruppen unterteilt:
- Adspers-Gruppe

Die Kopf-Rumpf-Länge liegt bei adulten Tieren zwischen 6,3 und 10,6 cm. Die Grundfarbe ist grau bis grün oder braun mit dunklen Flecken am Rücken. Teilweise ist lateral ein dunkles Band vorhanden. Die Beschuppung ist glatt und weist dorsal 93 bis 114 Reihen auf.
- Atrocostata-Gruppe

Die Kopf-Rumpf-Länge liegt bei adulten Tieren zwischen 6 und 9 cm. Die Grundfarbe ist gräulich, braun, schwarz oder heller mit dunklen Flecken. Die Beschuppung ist glatt und weist dorsal 60 bis 87 Reihen auf.
- Baudini-Gruppe

Die Kopf-Rumpf-Länge liegt bei adulten Tieren zwischen 3 und 6,5 cm. Die Grundfarbe ist grün schillernd oder braun mit oder ohne dunkle Flecken. Die Beschuppung weist dorsal 42 bis 68 Reihen auf. Ihr Hauptverbreitungsgebiet ist Neuguinea und benachbarte Inseln.
- Cyanogaster-Gruppe

Die Kopf-Rumpf-Länge liegt bei adulten Tieren zwischen 4,2 und 9,2 cm. Die Schnauze ist länglich und die Grundfarbe des Rumpfes grünlich bis bläulich grau, grünbraun oder hellbraun mit Flecken. Die Beschuppung ist glatt und weist dorsal 48 bis 62 Reihen auf.
- Cyanura-Gruppe

Die Kopf-Rumpf-Länge liegt bei adulten Tieren zwischen 3,7 und 6,5 cm. Die Grundfarbe ist schwarz bis hellbraun, oft mit einem hellen, schmalen Längsstreifen am Kopf und entlang der Wirbelsäule.  Die Beschuppung weist dorsal 49 bis 72 Reihen auf. Die Interparietale ist meist mit den Frontoparietalia zu einem Schild verschmolzen.
- Physicae-Gruppe

Die Kopf-Rumpf-Länge liegt bei adulten Tieren zwischen 3,9 und 8 cm. Die Grundfarbe ist grünbraun, hellbraun oder braun und weist oft dunkle Flecken auf. Die Beschuppung weist dorsal 40 bis 67 Reihen auf, die teilweise gekielt ist. Ihr Hauptverbreitungsgebiet ist Neuguinea und benachbarte Inseln.
- Samoensis-Gruppe

Die Kopf-Rumpf-Länge liegt bei adulten Tieren zwischen 4,5 und 12,2 cm. Die Grundfarbe ist meist grünlich bis grünlich braun oder hell- bis dunkelbraun und oft mit dorsalen bis lateralen dunklen Flecken sowie teilweise blassen Punkten. Die Beschuppung weist dorsal 51 bis 84 Reihen auf. Hauptverbreitungsgebiet ist Melanesien und Polynesien.
- Ponapea-Gruppe

Besteht lediglich aus der Art Emoia ponapea. Die Kopf-Rumpf-Länge liegt bei adulten Tieren zwischen 4,3 und 5,1 cm. Die Art ist auf der Insel Pohnpei in Mikronesien verbreitet.

## Lebensweise
Die Skinke leben terrestrisch in subtropischen, immergrünen Wäldern oder auf Grasflächen. Sie sind ovipar (eierlegend). Die Weibchen legen typischerweise Gelege von zwei Eiern mit Ausnahme der Arten E. nigra und E. samoensis bei denen bis zu 5 Eier gelegt werden.

## Verbreitungsgebiet

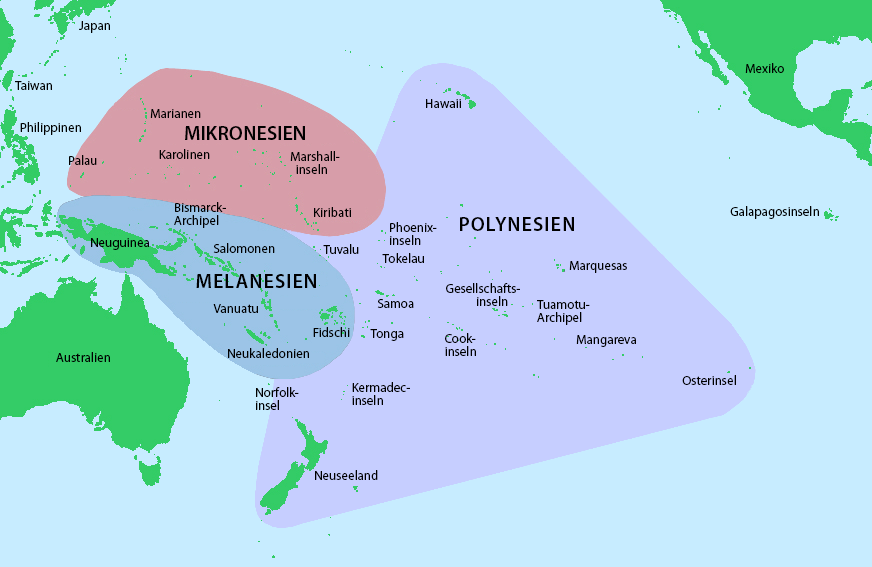
Inselgruppen im Südpazifik

Das Verbreitungsgebiet der Gattung Emoia erstreckt sich über:
- Südostasien: u. a. Taiwan, Philippinen, Malaysia, Singapur, Indonesien und Papua-Neuguinea
- Mikronesien: u. a. Marianen, Marshallinseln, Föderierte Staaten von Mikronesien
- Melanesien: u. a. Salomonen, Vanuatu, Neukaledonien, Fidschi
- Polynesien: u. a. Amerikanisch-Samoa, Niue, Tonga, Cookinseln, Pitcairninseln
- Australien: Queensland, Weihnachtsinsel

## Gefährdete Arten
Die Art E. nativitatis ist ausgestorben. Sie war auf der Weihnachtsinsel verbreitet. Darüber hinaus stuft die IUCN E. slevini als vom Aussterben bedroht („Critically Endangered“) ein. Stark gefährdet („Endangered“) sind außerdem mit E. mokosariniveikau, E. samoensis, E. lawesi, E. boettgeri, E. adspersa, E. aneityumensis, E. campbelli, E. ponapea und E. trossula insgesamt 9 Arten, sowie gefährdet die 4 Arten E. erronan, E. parkeri, E. tuitarere und E. loaltiensis. Die Art E. concolor wird als potentiell gefährdet eingestuft.

## Systematik

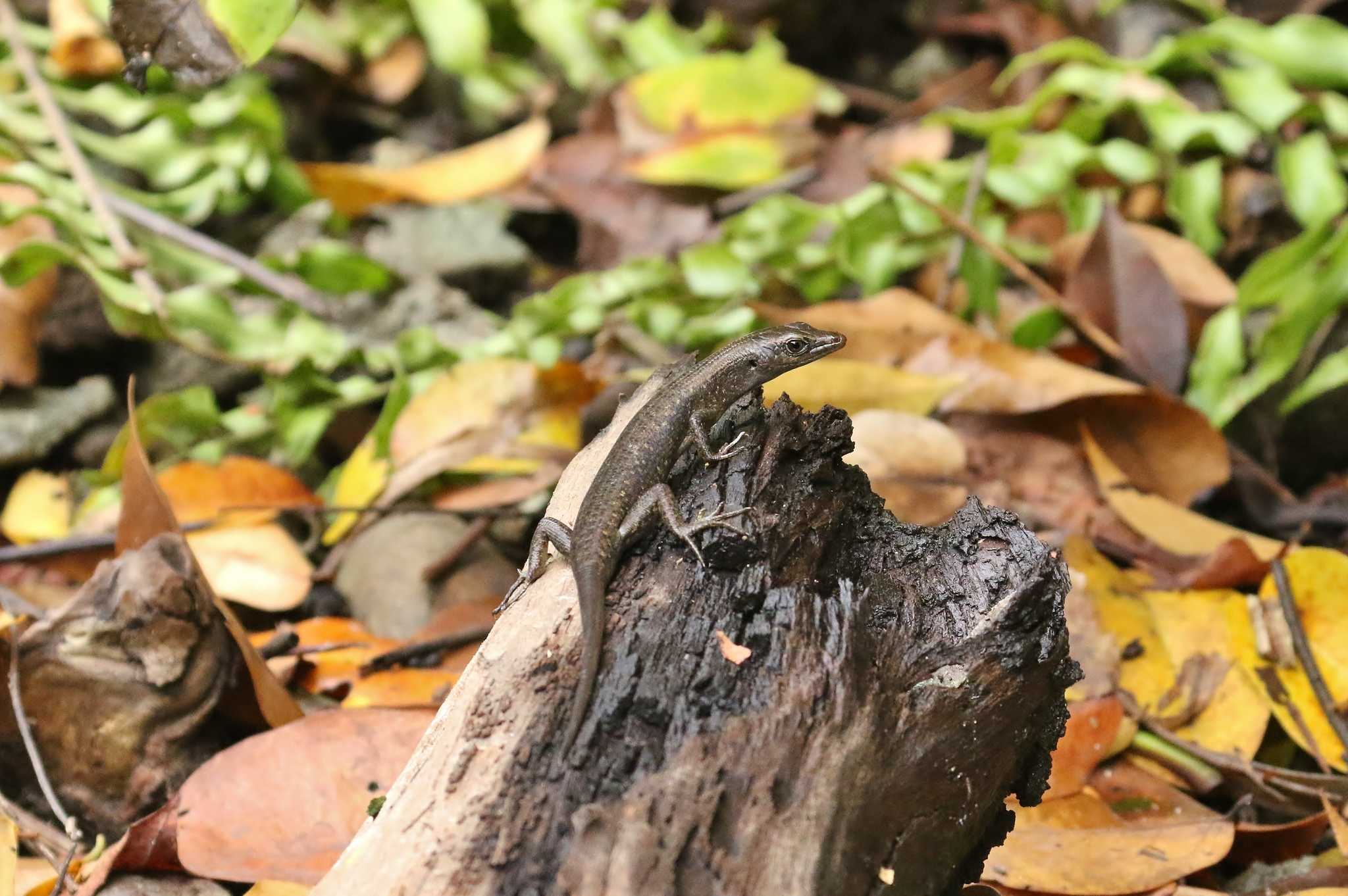
Emoia boettgeri

Die Gattung Emoia ist Teil der artenreichen Unterfamilie Eugongylinae.
Die Gattung wurde 1845 von Gray  mit 4 Arten erstbeschrieben: E. atrocostatus,  E. baudini,  E. cartereti und E. cyunura. Charles Frédéric Girard beschrieb 1857 die Art Emoia nigrita. Boulenger (1887) sah Emoia als Untergattung von Lygosoma an. Schließlich erkannten Stejneger (1899) und Cope (1900) Emoia als Gattung an, und die meisten Autoren nach ihnen.
In der Reptile Database werden Stand 2021 insgesamt 78 Arten unterschieden:
- Adspers-Gruppe
  - Emoia adspersa (Steindachner, 1870)
  - Emoia lawesii (Günther, 1874)

- Atrocostata-Gruppe
  - Emoia arnoensis Brown & Marshall, 1953

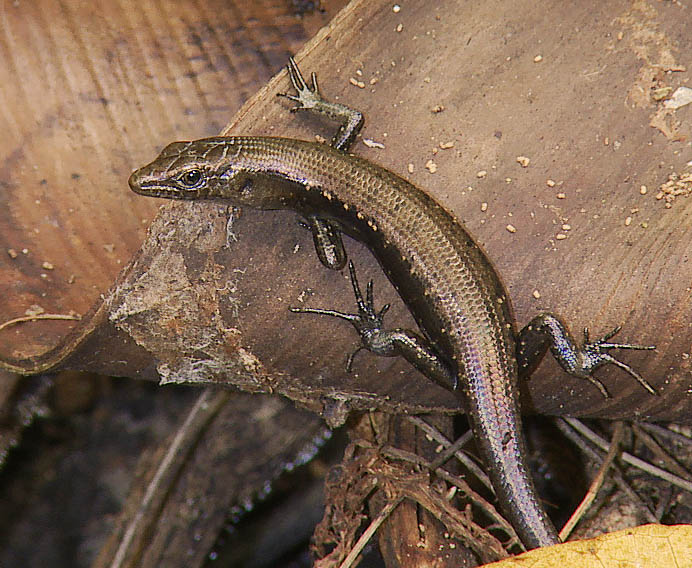
Emoia slevini

  - Mangroven-Schlankskink – Emoia atrocostata (Lesson, 1830)
  - Emoia boettgeri (Sternfeld, 1918)
  - Emoia laobaoensis Bourret, 1937
  - Emoia nativitatis (Boulenger, 1887)
  - Emoia slevini Brown & Falanruw, 1972

- Baudini-Gruppe
  - Emoia aenea Brown & Parker, 1985
  - Emoia aurulenta Brown & Parker, 1985
  - Emoia baudini (Duméril & Bibron, 1839)
  - Emoia bismarckensis Brown, 1983
  - Emoia bogerti Brown, 1953
  - Emoia coggeri Brown, 1991
  - Emoia cyclops Brown, 1991
  - Emoia digul Brown, 1991
  - Emoia guttata Brown & Allison, 1986
  - Emoia irianensis Brown, 1991
  - Emoia jakati (Kopstein, 1926)
  - Emoia jamur Brown, 1991
  - Emoia klossi (Boulenger, 1914)
  - Emoia loveridgei Brown, 1953
  - Emoia maxima Brown, 1953
  - Emoia mivarti (Boulenger, 1887)
  - Emoia obscura (De Jong, 1927)
  - Emoia pallidiceps (De Vis, 1890)
  - Emoia paniai Brown, 1991
  - Emoia popei Brown, 1953
  - Emoia submetallica (Macleay, 1877)
  - Emoia veracunda Brown, 1953
- Cyanogaster-Gruppe
  - Emoia beryllion Kraus, 2018
  - Emoia cyanogaster (Lesson, 1830)
  - Emoia kordoana (Meyer, 1874)
  - Emoia longicauda (Macleay, 1877)
  - Emoia sorex (Boettger, 1895)
  - Emoia tetrataenia (Boulenger, 1895)
  - Emoia tongana (Werner, 1899)

- Cyanura-Gruppe
  - Emoia caeruleocauda (De Vis, 1892)
  - Emoia cyanura (Lesson, 1830)
  - Emoia impar (Werner, 1898)
  - Emoia isolata Brown, 1991
  - Emoia kitcheneri How, Durrant, Smith & Saleh, 1998
  - Emoia maculata Brown, 1954
  - Emoia pseudocyanura Brown, 1991
  - Emoia reimschiisseli Tanner, 1950
  - Emoia rennellensis Brown, 1991
  - Emoia ruficauda Taylor, 1915
  - Emoia rufilabialis Mccoy & Webber, 1984
  - Emoia schmidti Brown, 1954
  - Emoia similis Dunn, 1927
  - Emoia taumakoensis Mccoy & Webber, 1984
- Physicae-Gruppe
  - Emoia battersbyi (Procter, 1923)
  - Emoia brongersmai Brown, 1991
  - Emoia callisticta (Peters & Doria, 1878)
  - Emoia kuekenthali (Boettger, 1895)
  - Emoia montana Brown, 1991
  - Emoia oribata Brown, 1953
  - Emoia physicae (Duméril & Bibron, 1839)
  - Emoia physicina Brown & Parker, 1985

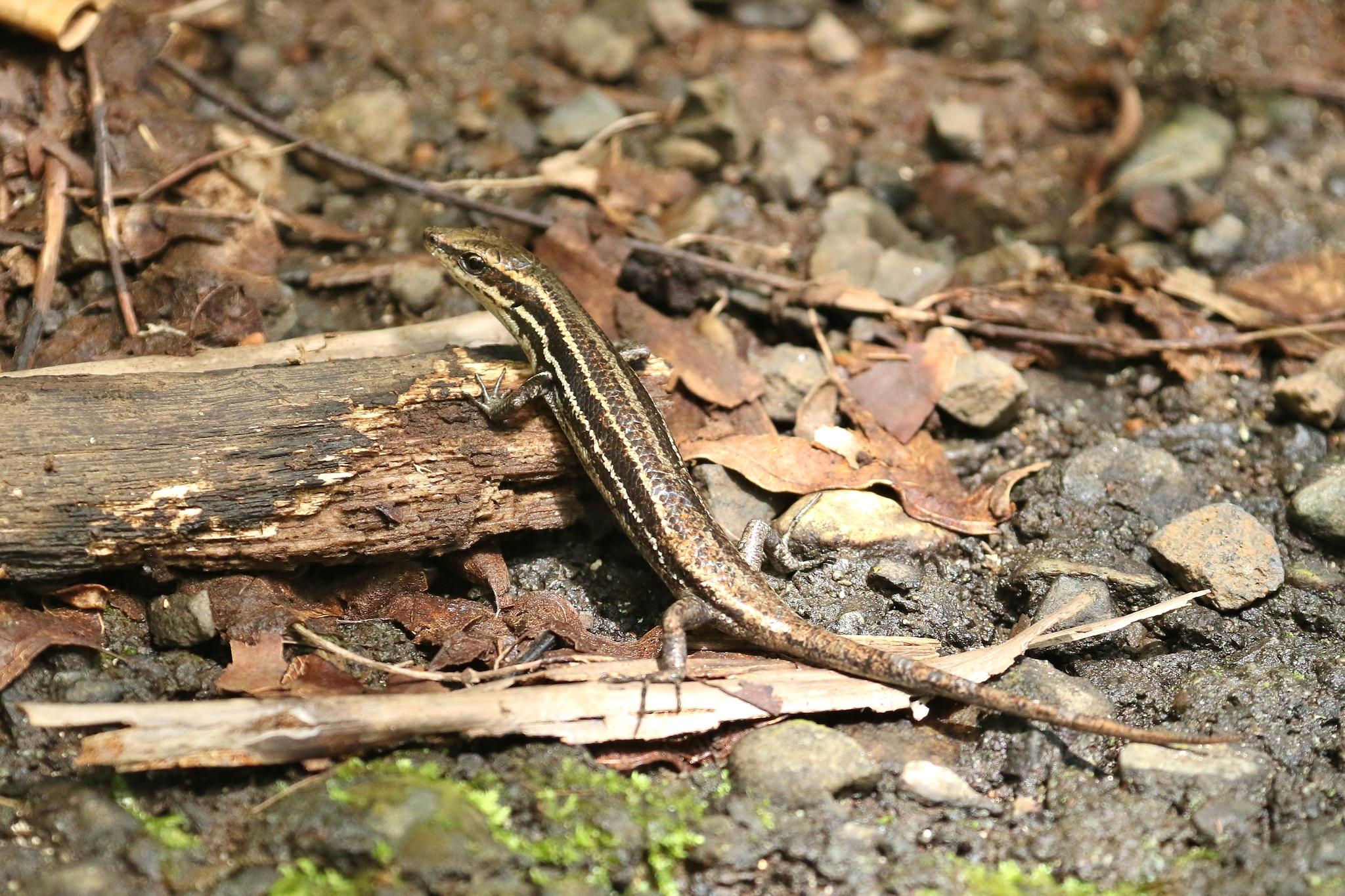
Emoia jakati

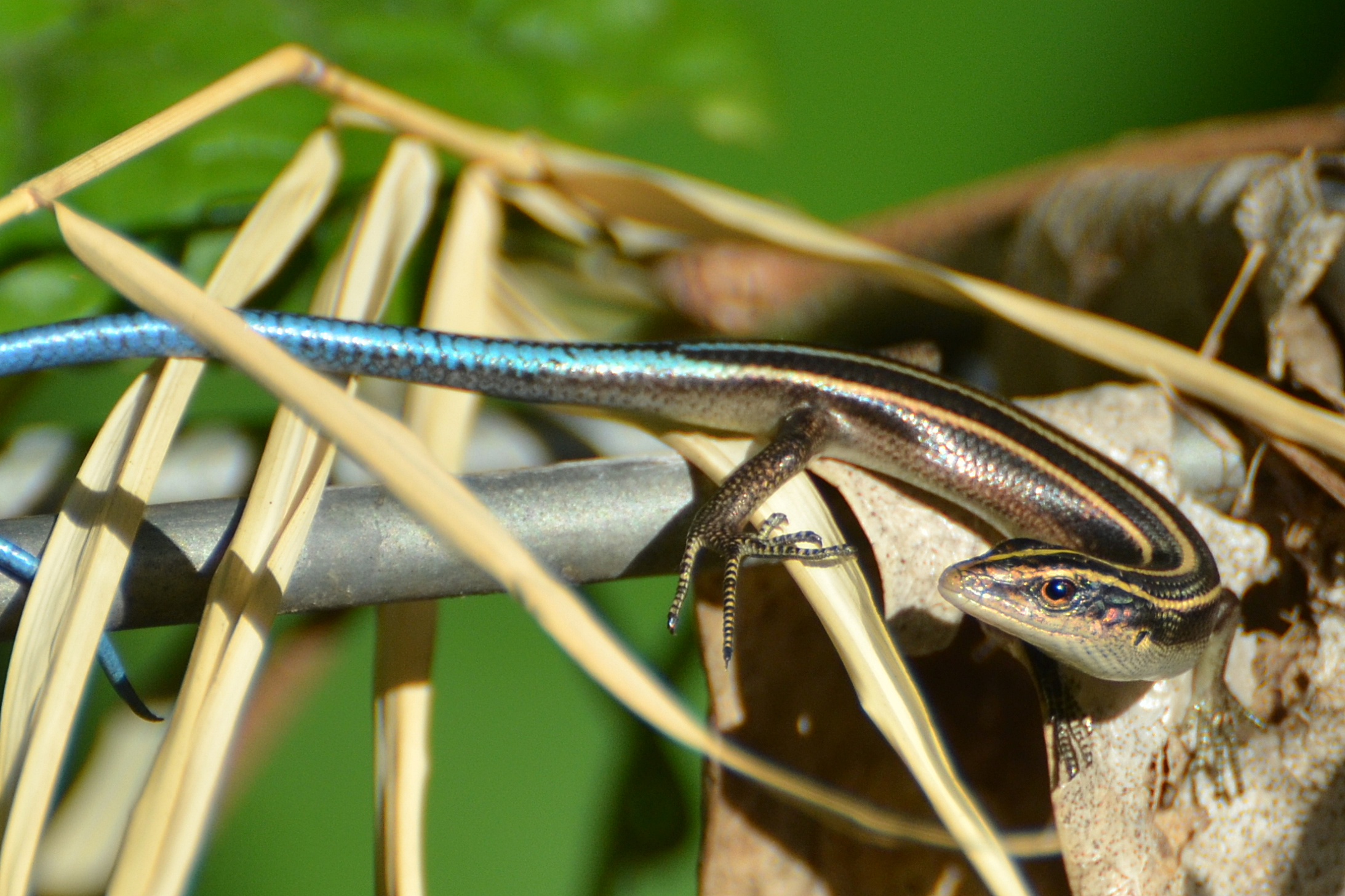
Emoia caeruleocauda

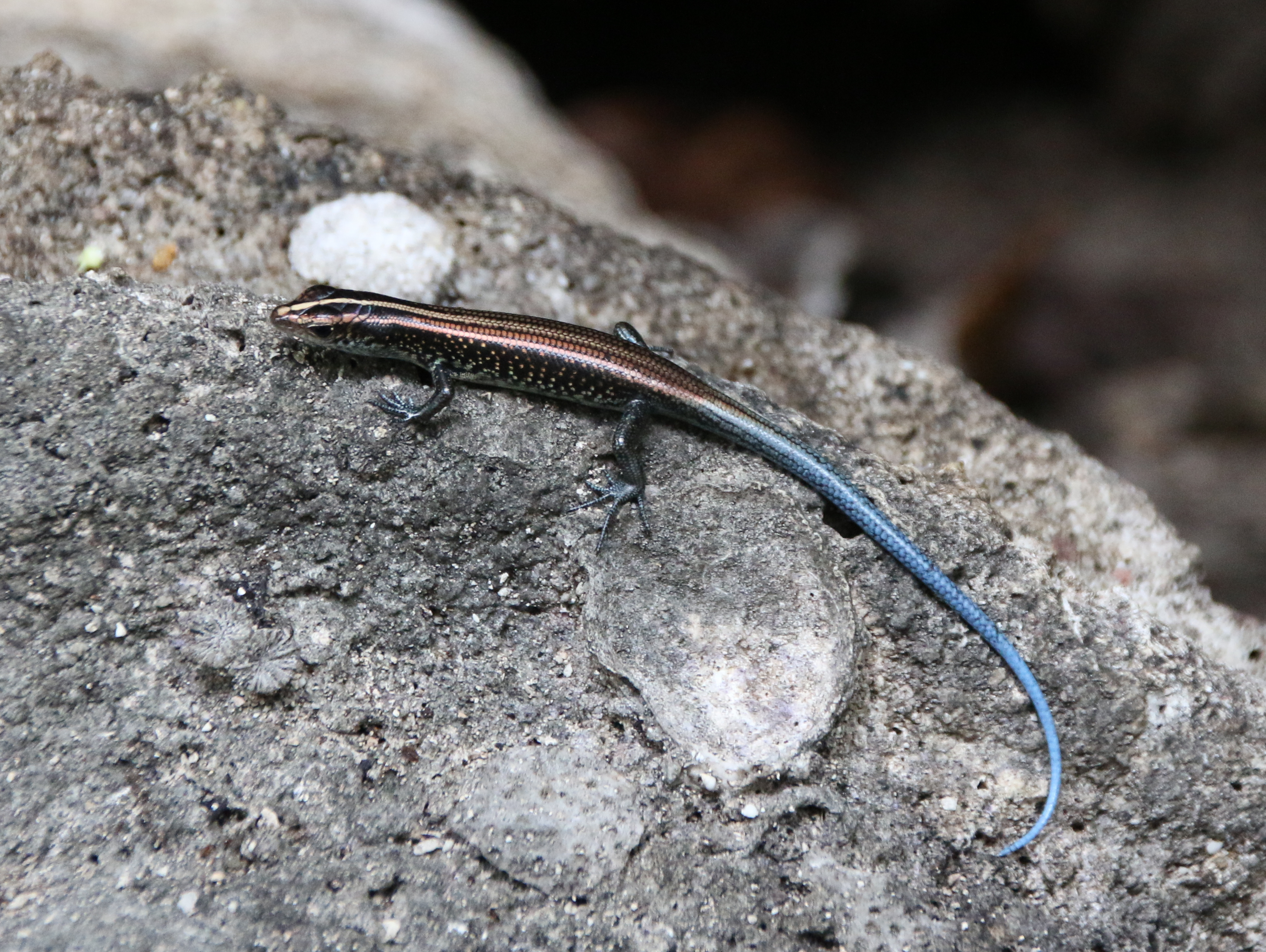
Emoia cyanura

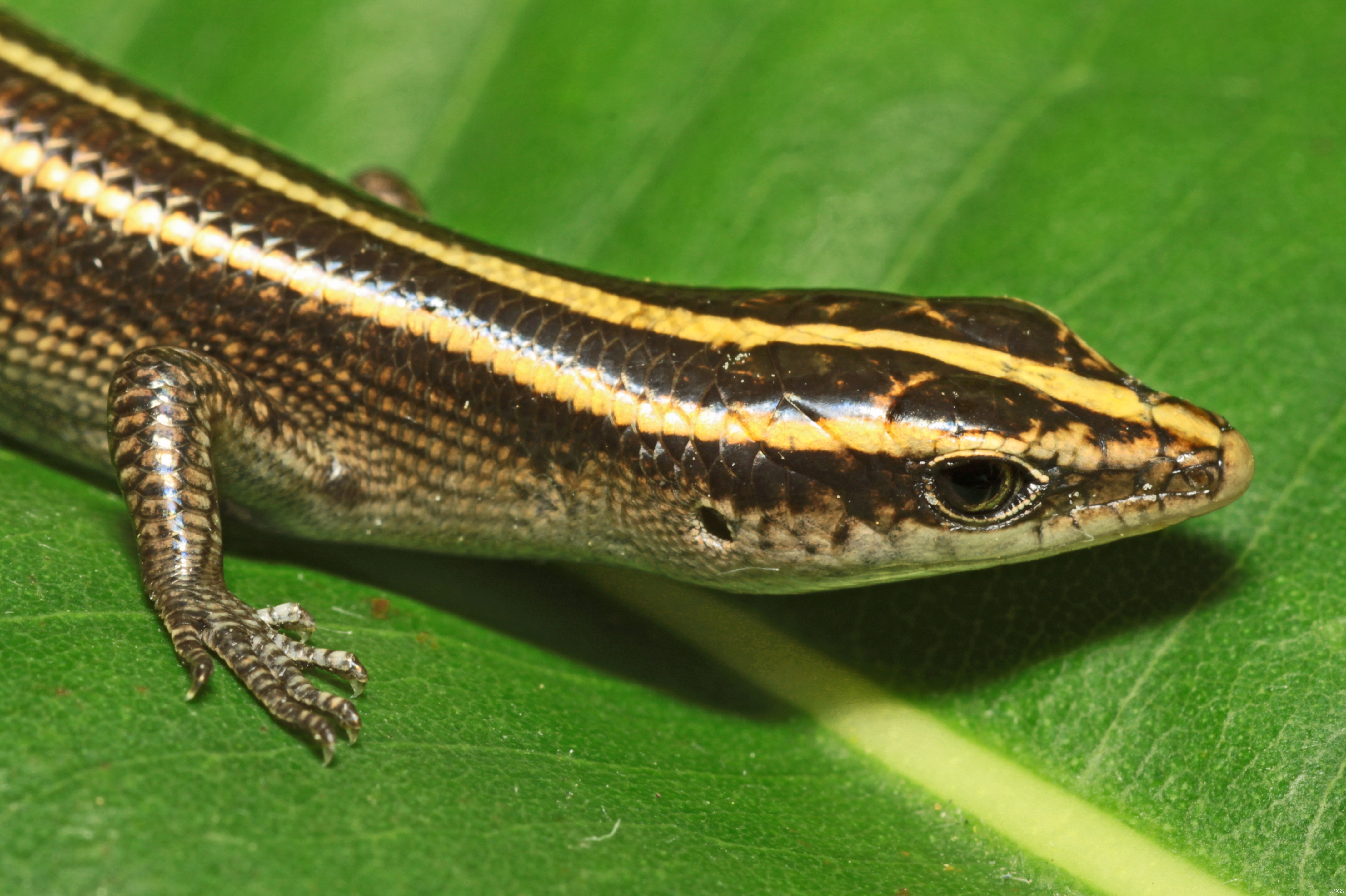
Emoia impar

  - Emoia pseudopallidiceps Brown, 1991

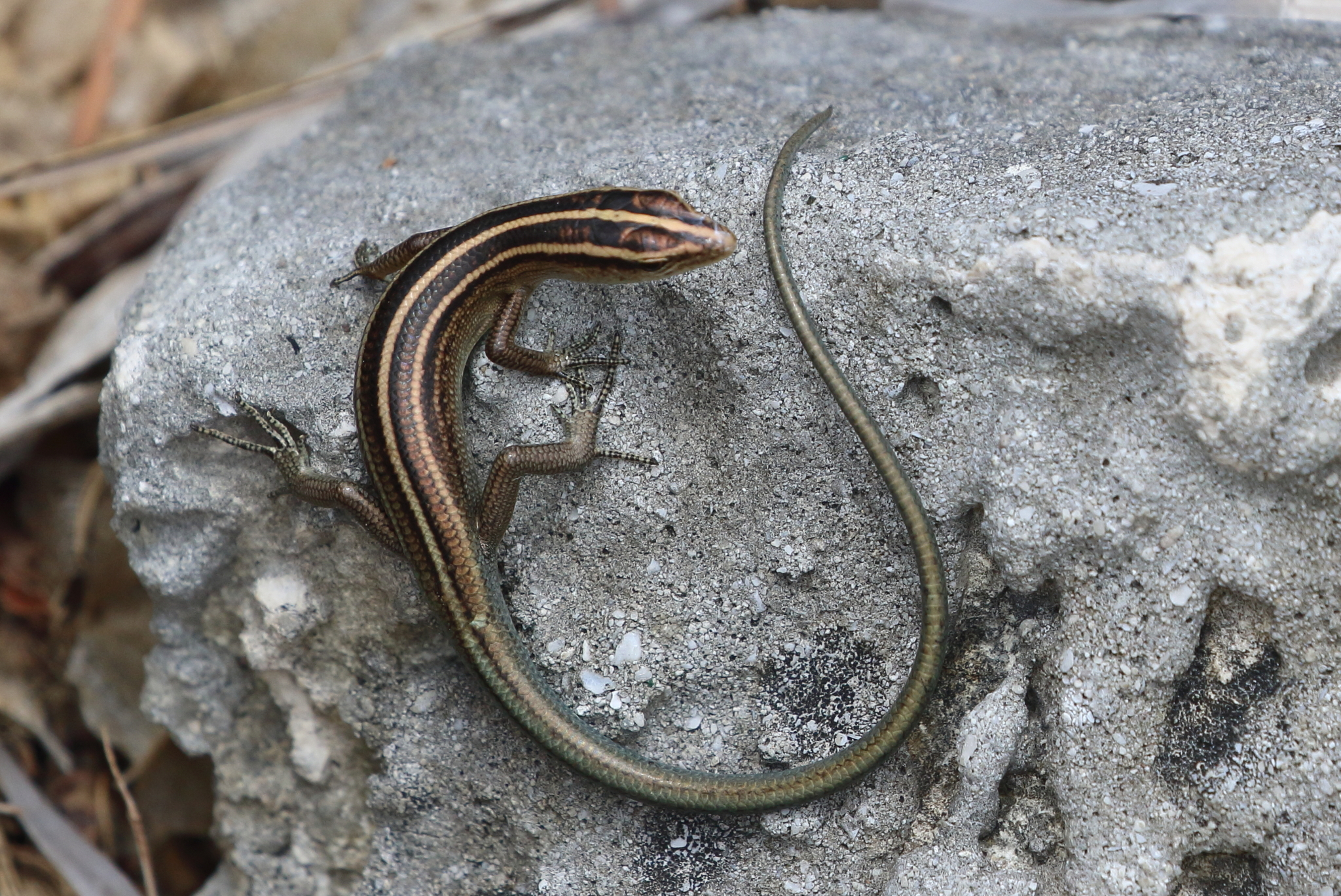
Emoia loyaltiensis

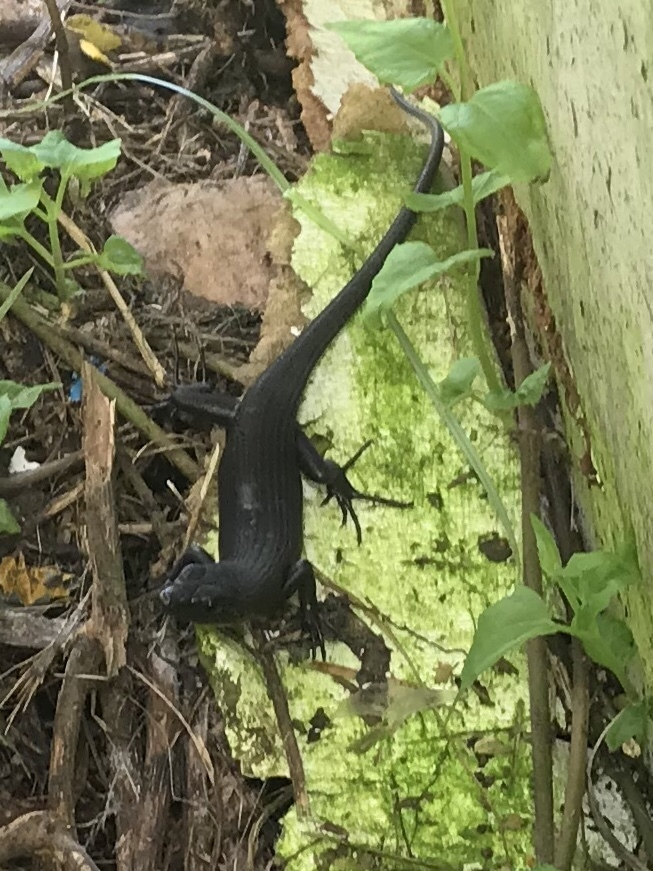
Emoia nigra

  - Emoia tropidolepis (Boulenger, 1914)

- Samoensis-Gruppe
  - Emoia aneityumensis Medway, 1974
  - Emoia campbelli Brown & Gibbons, 1986
  - Emoia concolor (Duméril, 1851)
  - Emoia erronan Brown, 1991
  - Emoia flavigularis Schmidt, 1932
  - Emoia loyaltiensis (Roux, 1913)
  - Emoia mokolahi Zug, Ineich, Pregill & Hamilton, 2012
  - Emoia mokosariniveikau Zug & Ineich, 1995
  - Emoia nigra (Jacquinot & Guichenot, 1853)
  - Emoia nigromarginata (Roux, 1913)
  - Emoia oriva Zug, 2012
  - Emoia parkeri Brown, Pernetta & Watling, 1980
  - Emoia samoensis (Duméril, 1851)
  - Emoia sanfordi Schmidt & Burt, 1930
  - Emoia trossula Brown & Gibbons, 1986
  - Emoia tuitarere Zug, Hamilton & Austin, 2011
- Ponapea-Gruppe
  - Emoia ponapea Kiester, 1982